# デビッド・パターソン (政治家)
デヴィッド・アレクサンダー・パターソン（英語：David Alexander Paterson、1954年5月20日 - ）は、アメリカ合衆国の政治家。第55代ニューヨーク州知事を務めた。

## 経歴
1954年5月20日にニューヨーク市のブルックリンに誕生する。母親はアフリカ西部のギニアビサウから連れて来られた南部の黒人奴隷を先祖に持つ人物であり、父親であるバジル・パターソンはジャマイカ系黒人であり、後にニューヨーク州州議会議員、さらにニューヨーク市助役となる人物であった。父方の祖母であるエヴァンジェリーン・パターソンには、ジャマイカの英雄マーカス・ガーベイの秘書の経歴があった。
生後3か月の時に耳からの感染が視神経にまで波及したことによって左目を失明し、右目にも高度の視力障害が生じた。ニューヨーク市の学校では養護学級での学習が求められたため、一家は普通学級への通学が可能なロングアイランドに転居した。地元の公立高校を卒業し、1977年にはコロンビア大学から学士号（歴史学）、1983年にはホフストラ大学（Hofstra University）のロースクールから法務博士（専門職）の学位を得た。その後、クイーンズ区の地区検察局に勤務するが、司法試験には合格できなかった。
1985年にパターソンは検察局を退職し、ニューヨーク州州議会議員に初当選（ハーレム地区など選出）した。2003年には院内総務となり、2007年に州知事に就任したエリオット・スピッツァーのもとで副知事に就任した。
2008年にスピッツァーが買春スキャンダルで州知事を辞職した事で、規定によりニューヨーク州知事に繰り上げ就任し、2010年12月31日まで在任した。

## 政策
アメリカ史上4人目にしてニューヨーク州では初となる黒人の州知事である。また、1975年に11日間アーカンソー州知事を務めたボブ・ライリーに続き、アメリカ史上2番目の盲目の州知事でもある。
民主党系としてもリベラル色が強く、同性結婚の許可についても理解を示している。そのため保守的な共和党議員とは対立を余儀なくされたが、現在はアメリカの経済恐慌に対抗するため、民主党と共和党の枠を超えて、ニューヨークの議員らに協力を求めている。2010年3月に2009年秋の大リーグワールドシリーズを職権を悪用して無料で観戦したとして、州規律委員会から検察当局に告発される。